# Rasta Gouvernement
Albums de Takana Zion
Black Mafia VII
(2009) Kakilanbé
Rasta Gouvernment est le troisième  album de l’artiste guinéen Takana Zion. Il est sorti le 6 mai 2011, enregistré  en Jamaïque ,.

## Genèse et influence
Pour son troisième album, Takana Zion a fait le choix d’un retour aux sources du reggae. C’est dans les mythiques studios Harry. J, à Kingston, que Takana a enregistré l’ensemble des 10 titres qui composent l’album Rasta Government, sorti sous l’étiquette Soulbeats Records.

## Liste des titres
| 1.    | Give Thanks to Jah | Takana Zion |  | 4:18 |
| 2.    | Stolen Family      | Takana Zion |  | 4:16 |
| 3.    | Glory              | Takana Zion |  | 3:40 |
| 4.    | My Music           | Takana Zion |  | 4:28 |
| 5.    | Rasta Gouvernement | Takana Zion |  | 5:00 |
| 6.    | Love Fire          | Takana Zion |  | 5:07 |
| 7.    | Rise Up            | Takana Zion |  | 5:06 |
| 8.    | Khole              | Takana Zion |  | 4:08 |
| 9.    | M’Bifé             | Takana Zion |  | 5:02 |
| 10.   | Three Six Clash    | Takana Zion |  | 4:44 |
| 46:53 |                    |             |  |      |